# Голубица (Львовская область)
Голубица (укр. Голубиця) — село в Подкаменской поселковой общине Золочевского района Львовской области Украины.
Население по переписи 2001 года составляло 897 человек. Занимает площадь 2,422 км². Почтовый индекс — 80663. Телефонный код — 3266.